# Duhovna anamneza (medicina)
Duhovna anamneza je satavni deo klasične medicinske anamneze koja uključuje pitanja o iskustvima pacijenta steknutim tokom detinjstva i u starijem životnom dobu; njegova pozitivna i negativna verska iskustva; kako mu je spiritualnost pomogla ili odmogla u rešavanju kriznih situacija; da li pacijent veruje u Boga i kako se to verovanje menjalo tokom života. 
Kako je anamneza osnova i najvažniji deo postupka za utvrđivanje bolesti i mnoge bolesti se mogu dijagnostifikovati već nakon dobro uzete anamneze, unošenjem u anamnestički proces i oblast duhovosti, svakako daje jedan veći kvalitet u sveukupnom sagledavanju bolesnika i njegovih patnji izazvanih bolešću. U skladu sa ovim u svetu ali i u Republici Srbiji poslednjih deset godina došlo do pozitivnih promena u smislu pravilnog postavljanja uloge vere u procesu ozdravljenja bolesnika, o čemu govori i sve veći broj otvorenih paraklisa u bolnicama širom Srbije, pa čak i u vojnosanitetskim ustanovam (VMA u Beogradu)

## Onovna razmatranja o ulozi vere u procesu ozdravljenja bolesnika
U skladu sa savremanim događanjima u svetu, Evropi, pa i na Balkanskom popuostrvu, poslednjih deset godina došlo je do pozitivnih promena u smislu pravilnog postavljanja uloge vere u procesu ozdravljenja bolesnika. Na to je uticala činjenicu kako se u pojedinim okolnostima ne može raspolagati sa zdravljem, bolešću i smrću, bezobzira na sve tekovine savremene medicine. 
 
Svetske zdravstvena organizacija (SZO) zdravlje definiša kao 
Stanje potpunog fizičkog, mentalnog i društvenog blagostanja, a ne samo kao jednostavnu odsutnost bolesti li nemoći.

Na osnovu stručnog - zapadnog gledanja na medicinu zdravlje se definšea kao 
blagostanje čitavog organizma, odnosno njegovo dobro i uspešno funkcionisanje na telesnoj, emocionalnoj, društvenoj i duhovnoj osnovi osobnosti.
 A ovo gledište proisteklo je zadnjih deseti godina, nakon sprovedenih mnogih naučnih i stručnih istraživanja, u kojima je zajednički zaključak bio da postoji povezanost nivoa duhovnosti s poboljšanje simptoma različitih psihičkih (depresija, napetost, zavisnost, šizofrenija, prevencija samoubistava) i organskih poremećaja (kardiovaskularna oboljenja, dijabetes, reumatoidni artritis, multipla skleroza, maligne bolesti i dr.)
Veoma često uz tradicionalnu konfesionalnost ide i sujeverje „kao način prihvatanja sveta" i kao „Stil života", ali i kao izraz i plod socijalne zavisnosti u datom vremenskom određenju. A čovek, kao ljudska i intelektualna jedinka, veoma često bez obzira na vremensku distancu traži Boga. To je veoma česta pojava u biti ljudske vrste, bez obzira na stepen religioznosti ili prag ateizacije. Ljudski um je veoma često sklon svesnom odbacivanju Boga i istovremeno njegovom nesvesnom prizivanju. Dimenzija ovog raskoraka u svakom slučaju zavisi od trenutnog psihičkog i fizičkog stanja u organizmu. To znači da je u velikoj meri dozivanje Boga uslovljeno zdravstvenim stanjem čoveka, tim pre što svi dobro znamo onu narodnu poslovicu, po kojoj je „zdravlje najveće bogatstvo”.
Stil života današnjeg postmodernog društva donelo je sve više širenje shvatanja zdravlja kao „ovostrane religije”, a to je rezultovalo sakralizacijom zdravlja i ljudskog „Ja” što je u sukobu sa neizbežnim saznanjem o konačnosti ljudske egzistencije. Javljaju se neostvarive fantazije o svemoćnosti koje čoveka motivišu da posegne za magičnim sredstvima kontrole „Sebe” i sveta. Zahtev za neograničenom kontrolom, autonomijom i slobodom, vodi čoveka u nove zavisnosti: stvara zavisnost od medicine koja čoveku „obećava večni život”, o asketskom sportskom programu, o konzumiranju lekova, zdravog stila života i o neprestanim medicinskim zahvatima za poboljšanje zdravlja itd.
Hrišćanstvo i druge istorijski priznate i dokazane religije pružaju mugućnost da se medicinsko lečenje uklopi i integriše u sveukupnu koncepciju sretnog i ostvarenog života. Značajni elemen modernog društva je da se lečenje i duhovno spasenje opet na izvestan način približavaju. Tako se čovek lakše nosi sa činjenicom da u svakom periodu svoga života ne može uvek raspolagati zdravljem i bolešću premda vera doprinosi procesima ozdravljenja.
U srpskoj nacionalnoj tradiciji u zavisnosti od duhovnog i telesnog stanja jedinke religija veoma često nudi nadracionalno verovanje i objašnjenje kolektivnog rituala u cilju očišćenja čoveka. Religija, odnosno crkve, ovoga puta, nude niz nagrada i kazni u zavisnosti od dobrog ili lošeg ponašanja i vrste ljudskih dela. Srpska pravoslavna crkva, kao domaćin i posrednik između čoveka i Boga određena je odgovarajućim konfesionalnim sličnostima.

## Značaj
Međureligijski dijalog hrišćana sa pripadnicima „verificiranih duhovnih tradicija” čovečanstva u stanju je ukazati kako u središtu viševekovnog iskustava sa zdravljem, bolešću i lečenjem stoji uvek jedna integralna spasiteljska vizija, vera u Boga. Ujedno samo celovita antropologija može doprineti razbijanju današnje u svemu veoma raširene ali ništa manje otuđujuće mitološke opsednutosti nužnošću dosezanja i očuvanja „savršenog zdravlja”. 
Učenje i viševekovna iskustva drugih religija, posebno onih istočnih, hršćanima su ukazale (a oni to prihvatili) na vrlo korisne uvide u konkretne načine uspostavljanja sklada duhovnog i telesnog, mentalnog i emotivnog u čoveku.
Važno je naglasiti da je danas nepotpuni, tržišno potencirani holizam novih religijskih pokreta, s njihovom mešavinom elemenata naučne medicine, alternativnih medicina i terapijskih molitava i obreda, za mnoge hriščane veoma privlačna ponuda koja na duži rok može dovesti do rastakanja biblijskog realizma tradicionalnog hršćanskog načina ophođenja s fenomenom zdravlja i bolesti.
Duhovna anamneza kao medicinska veština od ispitivača zahteva; dobro znanje, dosta vremena i strpljenja, a uči se kroz praktičan rad. Anamneza mora da bude potpuna i zato se sva pitanja postavljaju po tačno određenom redosledu. Dužina razgovora zavisi od stručnosti ispitivača i prirode oboljenja. Tokom razgovora ispitivač mora razlikovati bitne od beznačajnih podataka, a postavljena pitanja i prikupljeni podaci ne smeju narušavati autoritet bolesnika. Zato je za kvalitetnu duhovnu anamnezu, neophodno da ispitivač stekne povrenje kod bolesnika, i na taj način izbegne ispuštanje značajnih podataka o sadašnjoj bolesti.

## Spoljašnje veze
|  | Molimo Vas, obratite pažnju na važno upozorenje u vezi sa temama iz oblasti medicine (zdravlja). |